# Roberto Prádez y Gautier
Roberto Prádez y Gautier (* zwischen März und Juli 1772 in Saragossa; † 7. Dezember 1836 in Madrid) war ein Künstler und der erste selbst gehörlose Lehrer, der andere Gehörlose in Spanien unterrichtete.

## Leben
Von Geburt an gehörlos, wurde Prádez y Gautier von seinen eigenen hörenden Eltern Pierre Prádez und María Gautier unterrichtet. Nach deren frühem Tod schrieb sich Prádez 16-jährig im Jahr 1789 an der Akademie der Schönen Künste von San Carlos in Valencia ein, um später als Maler zu arbeiten.
1797 ging Prádez nach Madrid, um an der Akademie von San Fernando, deren Ehrenpräsident und vorheriger Präsident der inzwischen gehörlos gewordene Francisco de Goya war, weiterzustudieren. Er hatte dort Erfolg, gewann einen Wettbewerb. Sein künstlerischer Erfolg währte nur bis 1801, jedoch kam ihm bis 1804 ein Stipendium zugute. Im Mai 1805 wandte er sich an die im Januar des gleichen Jahres neu gegründete „Königliche Schule für Taubstumme“ und bot seine Dienste als Lehrer für Lesen, Schreiben oder Zeichnen an. Über den Aspiranten, der die gleiche „körperliche Befindlichkeit“ wie die Schüler hatte, war das Schulkollegium sehr erfreut. Da der König eine Subvention wegen Mittelknappheit ablehnte, unterrichtete Prádez mehrere Jahre ohne feste Bezahlung.
Sowohl Prádez als die Schüler, deren Los er teilte, litten während des Spanischen Befreiungskrieges von 1811 bis 1814 große Not. Prádes reichte Bittschriften um Zuwendungen für Kleidung ein, erreichte jedoch nichts. Zusammen mit seinen Schülern musste Pradez 1812 in das Armenhaus umziehen und letztlich auch betteln gehen, ein Teil seiner Schüler starb an Krankheiten und Unterernährung. 1814, nach der Vertreibung der Franzosen aus Spanien, wurde die Schule wieder eingerichtet und Pradez und seine überlebenden Schüler bekamen dort eine neue Heimstätte.
1815 heiratete Prádez Modesta Sierra. Infolge der mehrfachen Regierungswechsel erfolgten mehrfache Untersuchungen über die Loyalität der königlichen Angestellten, die Pradez nach einigen Schwierigkeiten wegen widersprüchlicher Aussagen auch mit der „Reinwaschung“ überstand. Bis zu seinem Tod am 7. Dezember 1836 blieb Prádez Lehrer an der Königlichen Schule.